# Rose Chéri

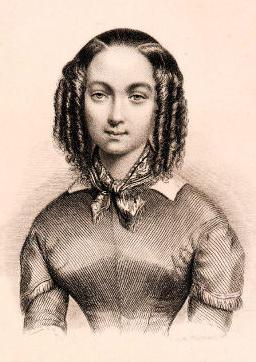
Porträt der Rose Chéri von Auguste Hüssener

Rose Chéri (Rose-Marie Cizos, * 27. Oktober 1824 in Étampes; † 22. September 1861 in Passy (Paris)) war eine französische Schauspielerin.

## Leben
Rose Chéri war die Tochter des Schauspielers Jean-Baptiste Chéri Cizos und der Schauspielerin Sophie-Juliette Chéri Cizos. Ihre Schwester war die Schauspielerin Anna Chéri, ihr Bruder der Komponist Victor Chéri. Sie trat bereits im Alter von sechs Jahren unter der Leitung ihres Vaters auf. 1832 tanzte sie in Bayonne einen Bolero in der Aufführung der Oper La muette de Portici.
1842 debütierte sie in Paris am Théâtre du Gymnase Marie Bell, das von Charles-Gaspard Delestre-Poirson geleitet wurde. 1847 heiratete sie den Schauspieler Adolphe Lemoine (Montigny), der seit 1844 Direktor des Théâtre du Gymnase war. Sie spielte hier im Laufe ihrer kurzen Karriere mit großem Erfolg Rollen in Stücken von Eugène Scribe, Michel-Jean Sedaine, Alexandre Dumas, Émile Augier, Victorien Sardou, George Sand und anderen. 1861 starb sie an Diphtherie.
Ihre jüngere Schwester Anna Chéri gehörte ebenfalls zum Ensemble des Théâtre du Gymnase. Sie heiratete 1852 den Schauspieler François-Louis Lesueur. 1854 hatte sie großen Erfolg in dem Stück Flaminio von George Sand. Nach dem Tod von Lesueur (1878) zog sie sich 1880 von der Bühne zurück. Sie verstarb Anfang der 1900er Jahre.